# زهدي الداوودي
زهدي الداودي، كاتب وصحفي وأديب ومؤلف كردي من العراق، ولد في عام 1940م في طوزخورماتو شمال العراق.
وتلقى تعليمهُ الابتدائي والثانوي فيها، ودرس في دار المعلمين الابتدائية في محافظة كركوك بين عامي 1957 و1959. وبدأت محاولاته الأدبية في الصحافة والكتابة عام 1954، إذ نشر في صحف النديم الأسبوعية وصحيفة كركوك، وصحيفة صدى الشباب الطلابية، وفتى العراق، وصوت المحاربين، والمجتمع، والتقدم، والحرية وغيرها. وفي تلك الفترة تعرف في طوزخورماتو على مجموعة من الصحفيين منهم موسى العبيدي وعبد اللطيف بندرأوغلي وآخرين، حيث أصدروا صحيفة سرية مكتوبة باليد بأسم صدى الواعي.
عمل معلمًا للمرحلة الابتدائية للفترة بين عامي 1960 و 1963 في (قرية مامه) قرب كركوك.
نشرت أول قصة لهُ في مجلة (الأديب) اللبنانية، وساهم في تحرير مجلة (الشفق) الصادرة عام 1957 والتي أشرف على تحريرها القاص عبد الصمد خانقاه.
ألتحق بحركة الأنصار وسُجن في المعتقلات بين عامي 1964 و 1966، وترك العراق عام 1967 متوجهًا إلى ألمانيا الديمقراطية للدراسة، درس التاريخ والفلسفة في جامعة لايبزك بألمانيا من عام 1967 وحتى عام 1972.
نال شهادة الدكتوراه في فلسفة التاريخ من جامعة لايبزك عام 1976.
أسهم مع زملائه في الخارج في تأسيس رابطة الكتاب والفنانين والصحفيين العراقيين في عقد الثمانينيات من القرن العشرين، وأنتخب أكثر من مرة سكرتيرًا عامًا لفرع الرابطة في ألمانيا الديمقراطية.
عاد إلى العراق ليدرّس في جامعة الموصل بين عامي 1976 و 1979 مادة فلسفة التاريخ، ثم هاجر ثانية بعد أن اشتد هجوم السلطة السياسية على المثقفين اليساريين، وأستقر في المغرب العربي مدرسًا في جامعة قاريوس لمادة تاريخ الفلسفة، وبعدها عاد عام 1991 إلى جامعة لايبزك في ألمانيا ليدرس فيها مادة التاريخ كأستاذ مساعد حتى عام 1992. وعمل مدرسًا في جامعة السليمانية للفترة من عام 2004 ولغاية عام 2005.
صدرت لهُ عدة مؤلفات باللغة العربية والكردية والألمانية من بينها قصص وروايات وأعمال نقدية وأخرى تتناول الشأنين السياسي والتاريخي للحركة الوطنية العراقية وللقضية الكردية.

## من مؤلفاته
كان زهدي يكتب رواياتهِ باللغة العربية ولكن صدرت لهُ مؤلفات وقصص باللغتين الألمانية والكردية.

### مؤلفاته باللغة العربية
1. الإعصار، (مجموعة قصص) - منشورات اتحاد الأدباء العراقيين - بغداد 1962.
2. رجل في كل مكان، (رواية) - دار الفارابي - بيروت 1974.
3. الزنابق التي لا تموت، (مجموعة قصص) - دار الكتاب - جامعة الموصل 1978.
4. رحلة إلى بابل القديمة - ترجمة عن الألمانية، دار الجليل - دمشق 1984.
5. أسطورة مملكة السيد، (قصة طويلة) - دار سومر - لايبزك 1990.
6. أطول عام، (رواية) - المؤسسة العربية - بيروت 1994.
7. زمن الهروب، (رواية) - المؤسسة العربية - بيروت 1998.
8. فهد والحركة الوطنية العراقية - (دراسة نقدية بالاشتراك مع كاظم حبيب) - دار الكنوز الأدبية - بيروت 2003.
9. وداعا نينوى، (رواية) - كركوك - مؤسسة شفق الثقافية 2004.
10. تحولات، (رواية) - المؤسسة العربية، بيروت- عمان 2007.
11. فردوس قرية الأشباح، (رواية) - دار ئاراس - أربيل 2007.
12. ذاكرة مدينة منقرضة، (رواية) - مديرية الطبع والنشر، وزارة الثقافة - أقليم كردستان 2010.
13. عويل الذئاب - 2013.

### مؤلفاتهباللغة الألمانية
1. الأكراد، تاريخ، حضارة وكفاح مصيري - دار ئومشاو، فرانكفورت ماين - الطبعة الأولى 1987، الطبعة الثانية 1988. ترجم إلى اللغة التركية من قبل نوح آتش وصدر عن دار دينك في إسطنبول 1995.
2. سعار، (مجموعة قصص) - دار كيبنهوير، لايبزك 1993.
3. أطول عام، (رواية) - دار كيبنهوير، لايبزك 1993.
4. وداعا نينوى - دار كولتورفيرك، هيلدسهايم 2001.

## وفاته
توفى زهدي الداودي في يوم الجمعة 6 كانون الثاني/ يناير من عام 2017، عن عمر يناهز 76 عاما بمدينة لايبزيغ الألمانية التي هي مقر اقامته منذ عقد الستينات من القرن العشرين.